# 田淵行男
田淵 行男（たぶち ゆきお、1905年6月4日 - 1989年5月30日）は、山岳写真家。高山蝶研究家。
「すべての昆虫少年にとってのヒーロー」。

## 生涯
鳥取県日野郡黒坂村（現日野町）に父吉弥、母阿又の次男（第四子）として誕生。
1909年　9月2日、母阿又、死去。1911年　3月、父吉弥、溝口町分署長になる。4月、行男、日野郡溝口尋常小学校入学。5月31日、父吉弥、足立よしと再婚。
1918年　3月、岩美郡岩美尋常小学校卒業。4月、境高等小学校入学。5月21日、父吉弥死去。その後、継母よしが実家に帰り、6月、台湾の台北市に住む実母の親戚一家に預けられる。
1919年　継母よし死去。叔母スイらと共に台湾から帰国し、東京滝野川に居住。神田の錦城中学校（現・錦城学園高等学校）に編入。
1920年　学習院中等科助教授だった兄・行實の一家に引き取られ、学習院宿舎に居住。
1923年　このころより、チョウの細密画を本格的に描き始める。
1924年　3月、錦城中学校卒業。4月、東京高等師範学校（後の・東京教育大学、現・筑波大学）博物科に入学。特待生になる。
1927年　夏休みにギフチョウ研究のため、岐阜県の名和昆虫研究所、現・名和昆虫博物館を訪ねる。
1928年　3月、東京高等師範学校。4月、富山県新湊町（現射水市）の県立射水中学校（現・富山県立新湊高等学校）に奉職。大坂住まいであった山村日出子（1918年以来預けられていた親戚一家の娘）と結婚し、単身赴任のかたちで教鞭をとる。
1930年　山ガイドたちとの交友から安曇野とのつきあいがはじまる。9月8日、東京府立第二高等女学校（現・都立竹早高等学校）及び東京府女子師範学校（現・東京学芸大学）兼務の教諭となる。在任中には、学業指導のかたわら生徒を引率し北アルプスや近隣の集団登山を指導した。
1937年　東京府立第二高等女学校及び東京府立女子師範学校の教壇を去り、大阪で妻日出子の母スイの進学塾を手伝う。その後、元同僚の紹介により東京で理科教材のセールスをする。
1938年　3月5日、田淵を含め3人がそれぞれ350円ずつ出資し、東京の本郷で「日本学術写真社」を興す。
1939年　6月1日、独逸学協会中学校（現・獨協中学校・高等学校）の博物学教師となる。同校では生物部と写真部の活動を指導。山岳部（名称はコッヘルクラブ）の発足を導いた。
1943年　5月31日、独逸学協会中学校辞職。日本映画社教育映画部製作課教育映画係に入る。
1945年　3月31日、東京下町方面大空襲によって、田淵の家は都市疎開実施要綱の「建物疎開」の指令を受ける。7月山案内人寺島嘉多治の紹介で長野県南安曇郡西穂高村大字牧（現在の安曇野市穂高牧）の藤原源吾氏方の納屋（蚕室の2階）に疎開。この頃からFFD株式会社（教育スライド制作会社）などとフリーランス契約を結び、理科教材の制作、撮影などを手がける。（1961年まで）
1946年　5月2日、白馬山麓にギフチョウが豊かに棲みついている事実を発見。　
1950年　7月、『アサヒカメラ』（7月号）に表紙と特集に3枚の組写真「夏の山」が掲載される。12月、『アサヒカメラ』（12月号）に国際写真サロン入選作品として、「初冬の浅間」が発表される。
1951年　『田淵行男　山岳写真傑作集』（朝日新聞社、アサヒカメラ臨時増刊）刊行。9月、『科学朝日』（9月号）に「高山蝶をたずねて」を発表。これが田淵の高山蝶研究第一声であった。
1952年　写真集『わが山旅』（誠文堂新光社）刊行。6月、雑誌『子供の科学』（誠文堂新光社）の編集長で、名著『昆虫の生態』（誠文堂新光社、1951年）の著者、田村栄が田淵宅を訪ねる。
1957年　初の生態写真集『ヒメギフチョウ』（誠文堂新光社）刊行。日本昆虫学会創立40周年記念展「世界の昆虫展」（東京日本橋白木屋／10月1日～13日）にチョウの細密画147点と高山蝶の生態写真114点を出品。
1958年　写真集『尾根路』（朋文堂　朋文堂山岳文庫）、写真集『山』（平凡社　世界写真作家シリーズ）刊行。
1959年　生態写真集『高山蝶』（朋文堂）刊行。
1960年　『高山蝶』によって日本写真批評家協会賞（特別賞）、富士フォトコンテストシリーズ富士プロフェッショナル写真賞（自由写真最優秀賞）受賞。
1961年　12月、南安曇郡豊科町南穂高（現在の安曇野市豊科南穂高）へ転居。
1962年　生態写真集『小さなラガーたち　アシナガバチの生態』（講談社）刊行。
1964年　講談社のカラー百科『ちょう』（監修：白水隆）の写真を手がける。山岳写真撮影の手引書『私の山岳写真』（東京中日新聞社　編集：杉本誠）刊行。　
1965年　『岳人』（1月号から12月号）に『私の山岳写真』の続編として「山岳写真講座」連載。11月26日、1966年度日本写真批評家協会賞（作家賞）を受賞する。
1966年　写真集『北ア展望』（朝日新聞社）刊行。
1967年　日本写真批評家協会賞（作家賞）受賞。ガイドブック『槍・穂高・常念岳』（実業之日本社　ブルー・ガイドブックス）、写真集『山の時刻』（朝日新聞社）刊行。
1968年　10月より『自動車労連』（自動車産業労働組合連合発行）に連載開始（合計116回、1988年まで）。
1969年　写真集『山の季節』（朝日新聞社）刊行。
1970年　7月、「田淵行男写真展　山の明暮」（東京・富士フォトサロン）開催。
1971年　写真集『山の意匠』（朝日新聞社）刊行。松本市芸術文化賞を受賞。北海道の高山蝶の調査を開始する。以後、1977（昭和52)年まで、大雪山・羅臼への踏査を20回行う。
1972年　写真絵本『ぎふちょう』（千趣会　エーブルしぜんシリーズ）刊行。　
1974年　生態写真集『ギフチョウ　ヒメギフチョウ』（講談社）、写真集『麓からの山　浅間・八ヶ岳』（朝日新聞社）刊行。
1975年　4月、主人公に田淵行男をモデルとしたNHK連続テレビ小説「水色の時」が放映される（9月まで）。写真集『日本アルプス』（国際情報社　美しい日本シリーズ）刊行。
1976年　6月5日、環境庁長官より自然保護思想普及功労賞が贈られる。受賞の日、田淵は大雪山にダイセツタカネヒカゲの幼虫を追っていた。写真文集『安曇野』（朝日新聞社）刊行。
1978年　生態写真集『大雪の蝶』（朝日新聞社）刊行。この頃、パーキンソン氏病と判明。闘病の中で次々と著作をまとめていった。
1979年　5月3日、長野県知事表彰（芸術部門）受賞。生態写真集『日本アルプスの蝶』（学習研究社）刊行。6月7日、新設の豊科町郷土博物館（現在の安曇野市豊科郷土博物館）に田淵行男室が設置される。7月から8月、「高山蝶　田淵行男写真展」（豊科町郷土博物館）開催。7月20日、日出子夫人と共にヘリコプターで上高地から常念岳へ登る（206回目）。これが田淵最後の登山となった。
1980年　写真集『尾根路Ⅱ』（愛真出版）刊行。
1981年　記録写真集『山の紋章　雪形』（学習研究社）、『北アルプス』（講談社　カラー科学大図鑑）、写真集『尾根路Ⅱ普及改訂版』（同時代社）、資料集『田淵行男　山と高山蝶』（豊科町郷土博物館）刊行。
1982年　写真文集『安曇野挽歌』（朝日新聞社）刊行。
1983年　蝶の細密画と文で構成した『山の絵本　安曇野の蝶』（講談社）と同書特装本を刊行。6月1日、日本写真協会賞（功労賞）受賞。
1984年　11月17日、豊科町名誉町民（第1号）となる。（安曇野市の名誉市民として現在も引き継がれている。）
1985年　写真集『山のアルバム』（講談社）、文集『黄色いテント』（実業之日本社）刊行。なお、この「黄色いテント」には田淵が実際に使用したテントの生地を装丁に使った特装本（限定88部）も刊行されている。
1986年　『山のアルバム』の特装本を刊行。『山岳写真家・田淵行男の世界』（市立大町山岳博物館／7月から8月）開催。
1987年　 写真文集『山の手帖』（朝日新聞社）刊行。日本鱗翅学会より永年の蝶学会での功績が認められ表彰される。10月、脳梗塞の発作を起こし、豊科赤十字病院（現在の安曇野赤十字病院）へ入院する。
1988年　3月から4月、「自然への讃歌　田淵行男展」（豊科町郷土博物館）を開催。生態写真集『アシナガバチ』（講談社）と同書特装本を刊行。
1989年　5月28日、「田淵行男記念館の建設を進める会」発足。5月30日、入院先の豊科病院において死去。6月11日、豊科町町民葬が執り行われ、豊科町民名誉墓地に葬られる。
1990年　7月7日、田淵行男記念館開館。

## 没後刊の作品集・評伝
- 「山は魔術師　私の山岳写真」ブルーガイドセンター、1995年
- 「田淵行男　日本の写真家11」岩波書店、1998年
- 「ナチュラリスト　田淵行男の世界」山と渓谷社、2005年
- 「新編 山の季節」小学館文庫、2003年
- 「黄色いテント」ヤマケイ文庫、2018年
- 近藤信行「安曇野のナチュラリスト田淵行男」山と渓谷社、2015年／ヤマケイ文庫、2019年

## 田淵行男の生涯と関わる人々
- 水越武（写真家）：田淵に師事した写真家。北アルプス、ヒマラヤなどを題材にした作品を発表している。
- 山口進 (写真家)：田淵に師事した写真家。田淵行男の思い出を語っている[2]。

## 関連項目

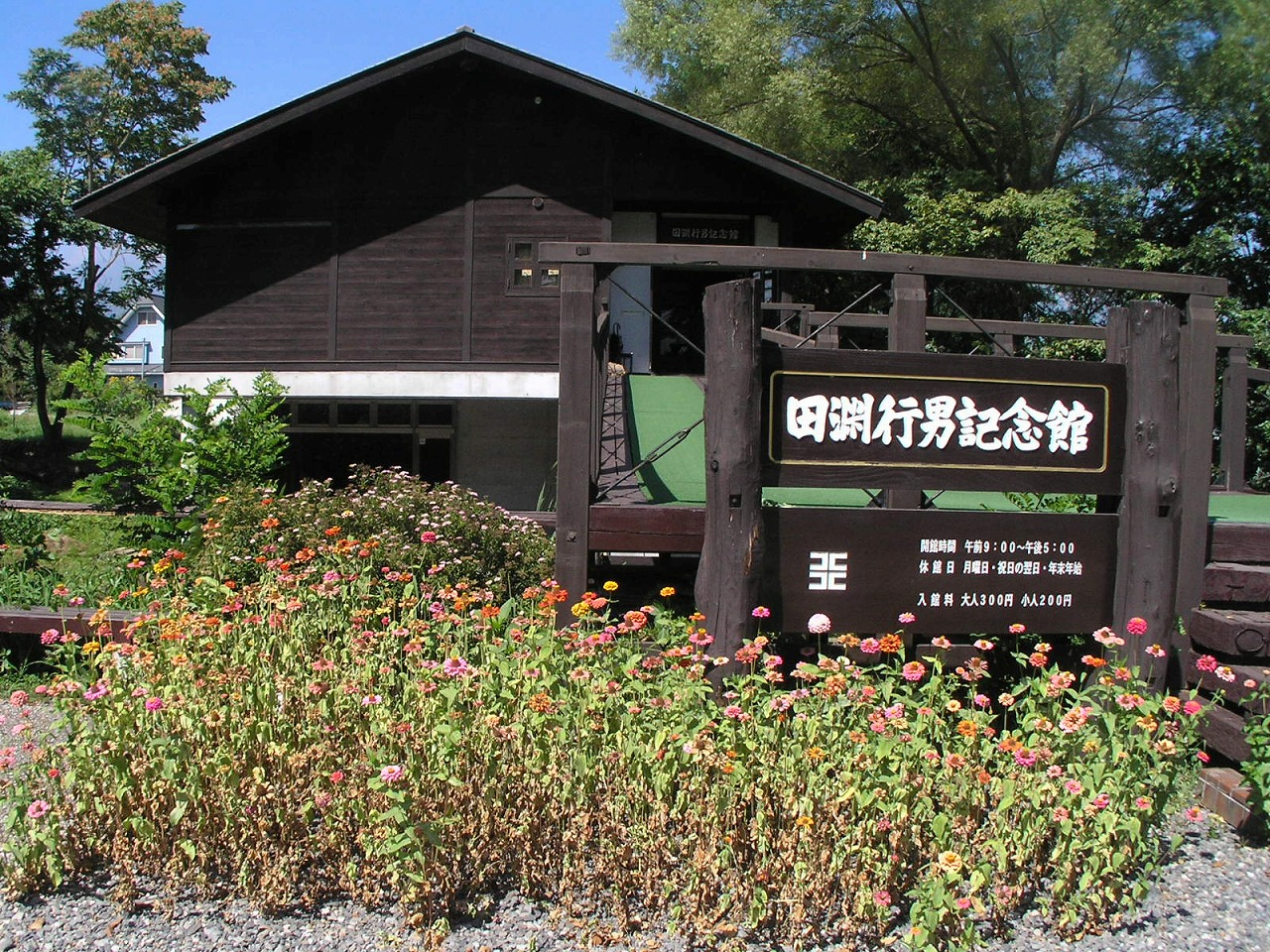
田淵行男記念館